# Ilaix Moriba
Ilaix Moriba [iˈlaʃ moˈɾiβa] (* 19. Januar 2003 in Conakry; bürgerlich Moriba Kourouma Kourouma) ist ein guineisch-spanischer Fußballspieler. Er steht bei Celta Vigo unter Vertrag.

## Persönliches
Moriba Kourouma Kourouma wurde in der guineischen Hauptstadt Conakry als Sohn einer Guineerin und eines Liberianers geboren. Bereits in frühester Kindheit kam er mit seinen Eltern nach Spanien. Er besitzt sowohl die spanische als auch die guineische Staatsbürgerschaft.

## Karriere

### Verein
Seine ersten fußballerischen Schritte setzte er in der Jugendauswahl von Espanyol Barcelona, bevor er mit sieben Jahren in die Fußballakademie La Masia des Lokalrivalen FC Barcelona wechselte. Dort entwickelte er sich rasch als eines der größten Talente seiner Altersklasse und spielte bereits früh mit älteren Mitspielern zusammen. Mit 15 Jahren gelang ihm gegen die U19-Mannschaft von Real Madrid ein Hattrick.
Im Januar 2019 unterzeichnete er einen Vertrag bei Barça, der ihm zum bestbezahlten Jugendspieler in der Vereinsgeschichte der Katalanen machte. In der Saison 2019/20 war der Mittelfeldspieler bereits ein fester Bestandteil des Kaders der B-Mannschaft in der drittklassigen Segunda División B. Seinen ersten Einsatz für diese Auswahl, der auch zugleich sein Debüt im Profifußball war, bestritt er am 7. September 2019 (3. Spieltag) bei der 0:1-Auswärtsniederlage gegen die SD Ejea. Ein erster Treffer gelang ihm am 8. März 2020 (28. Spieltag) beim 3:2-Heimsieg gegen die UE Llagostera. In seiner Debüt-Spielzeit 2019/20 absolvierte er elf Ligaspiele, in denen er einen Torerfolg verbuchen konnte.
Nachdem er die nächste Saison 2020/21 bei Barça B begonnen hatte, saß er im Januar 2021 erstmals in einem Ligaspiel der ersten Mannschaft auf der Reservebank. Am 21. Januar 2021 gab er beim 2:0-Pokalsieg gegen die UE Cornellà sein Debüt. Er stand in der Startformation und wurde in der 74. Spielminute für Sergio Busquets ausgewechselt. Am 13. Februar 2021 (23. Spieltag) bestritt er beim 5:1-Heimsieg gegen Deportivo Alavés sein erstes LaLiga-Spiel und bereitete einen Treffer von Francisco Trincão vor. Sein erstes LaLiga-Tor erzielte er am 6. März 2021 in Pamplona gegen den CA Osasuna nach Vorlage von Lionel Messi zum finalen 0:2. Ilaix Moriba bestritt für die erste Mannschaft insgesamt 14 Ligaspiele (4-mal von Beginn), in denen er ein Tor erzielte. Für die zweite Mannschaft kam er auf 11 Drittligaeinsätze.
Zur Sommervorbereitung 2021 wurde Ilaix Moriba in die zweite Mannschaft zurückversetzt. Grund dafür war, dass sich der Verein mit ihm nicht auf eine Verlängerung des noch ein Jahr laufenden Vertrags einigen konnte. Der Präsident Joan Laporta erklärte, dass man es nicht mehr zulassen werde, dass ein Spieler den Verein verlässt, ohne dass dieser davon profitiert. Ohne weiteren Pflichtspieleinsatz für den Verein wechselte Ilaix Moriba Ende August 2021 am letzten Tag der Transferperiode für eine Ablösesumme in Höhe von 16 Millionen Euro, die sich durch Bonuszahlungen um 6 Millionen Euro erhöhen kann, in die Bundesliga zu RB Leipzig. Der FC Barcelona sicherte sich zudem eine Weiterverkaufsbeteiligung in Höhe von 10 Prozent. Der 18-Jährige unterschrieb bei den Leipzigern einen Vertrag bis zum 30. Juni 2026. Er kam unter dem Cheftrainer Jesse Marsch jeweils als Einwechselspieler nur 2-mal in der Liga und einmal im DFB-Pokal zum Einsatz. Unter Marsch' Nachfolger Domenico Tedesco, der die Mannschaft Anfang Dezember 2021 übernahm, folgten bis zur Winterpause keine Einsätze mehr. Anschließend reiste Ilaix Moriba zum Afrika-Cup 2022 und wechselte Ende Januar 2022, ohne nach Leipzig zurückgekehrt zu sein, bis zum Saisonende auf Leihbasis zum FC Valencia. Dort kam er noch zu 14 Ligaeinsätzen (11-mal Startelf).
Zur Sommervorbereitung 2022 kehrte Ilaix Moriba nach Leipzig zurück. Am letzten Tag der Sommertransferperiode wechselte er erneut leihweise nach Valencia.
Im Januar 2024 wurde er erneut nach Spanien zum FC Getafe verliehen.
Im August 2024 folgte die nächste Leihe in die Primera División zu Celta Vigo. Vor der Saison 2025/26 zog Celta Vigo die Kaufoption.

### Nationalmannschaft
Zwischen März 2019 und Februar 2020 lief Ilaix Moriba achtmal (zwei Tore) für die spanische U17-Nationalmannschaft auf. Währenddessen kam er im September 2019 zweimal für die U18 zum Einsatz.
Im August 2021 entschied sich Ilaix Moriba, künftig für den guineischen Fußballverband aufzulaufen. Ohne vorher ein Spiel absolviert zu haben, wurde Ilaix Moriba im Dezember 2021 von Kaba Diawara in den Kader der guineischen Nationalmannschaft für den Afrika-Cup 2022 berufen. Nach einem positiven Test auf SARS-CoV-2 musste er sich keine zwei Wochen vor dem ersten Gruppenspiel am 10. Januar 2022 in Quarantäne begeben. Diese konnte er jedoch bereits nach wenigen Tagen wieder verlassen, sodass er am 3. Januar bei einer 0:3-Testspielniederlage gegen Ruanda debütierte. Beim Afrika-Cup absolvierte Ilaix Moriba 3 von 4 möglichen Spielen in der Startelf, ehe die Mannschaft im Achtelfinale gegen Gambia ausschied.

## Titel
- Spanischer Pokalsieger: 2021 (FC Barcelona)